# Mazraat al-Koubeir
Mazraat Al-Qoubir (en arabe: مزرعة القبير), appelée aussi Al-Qoubir (ou Al-Koubeir), est une petite localité dans le gouvernorat de Hama en Syrie, près du plus grand village de Maarzaf.
BBC News décrit al-Qubair comme « seulement quelques bâtiments de plain-pied à toit plat situés au milieu de champs de maïs doré » et comme ayant « moins de 30 maisons »,.
La localité est connue en 2012 comme l'emplacement du massacre d'al-Qoubir dans lequel 78 personnes sont mortes,,,.
Il a été signalé que la population, rurale et pauvre, avant le massacre de 2012 était d'environ 150 personnes,.